# Vellingkant
Vellingkanten zijn de afgeschuinde kanten die vaak bij bouwelementen worden aangebracht.
Het betreft bouwelementen met haaks op elkaar staande vlakken. Vellingkanten verminderen de kans op beschadigen van het betreffende element of verwondingen van de bouwvakarbeiders of de gebruiker. Ze geven ook esthetisch een ander effect dan niet-afgeschuinde zijden. Ze kunnen zelfs ter versiering worden aangebracht.
Vellingkanten kan men aantreffen bij vierkante palen, tegels, planken en latten, bakstenen, betonelementen en dergelijke.
Bij een tegelvloer zorgen vellingkanten ervoor dat de individuele tegels beter zichtbaar zijn. Wil men echter het effect van een effen vloer bereiken, dan moet men tegels kiezen die geen vellingkanten bezitten. Bij planken vloeren vormen vellingkanten V-groeven.